# Milko Gaydarski
Milko Trilov Gaydarski (bulgare : Милко Трилов Гайдарски) (né le 18 mars 1946 à Sofia en Bulgarie et mort le 23 décembre 1989 dans la même ville) est un joueur de football international bulgare, qui évoluait au poste de défenseur.

## Biographie

### Carrière en sélection
Avec l'équipe de Bulgarie, il dispute 30 matchs (pour aucun but inscrit) entre 1967 et 1971. Il figure notamment dans le groupe des sélectionnés lors de la Coupe du monde de 1970, disputant un match contre l'Allemagne et un autre face au Maroc.
Il participe également aux Jeux olympiques de 1968 organisés à Mexico, glanant la médaille d'argent.

## Palmarès
| FK Spartak Sofia - Coupe de Bulgarie (1) : - Vainqueur : 1968 Levski Sofia - Coupe de Bulgarie (4) : - Vainqueur : 1970, 1971, 1976 et 1977. Bulgarie olympique - Jeux olympiques : - Argent : 1968. |